# António Barros
Pour les articles homonymes, voir Barros.
António Barros, de son nom complet António Monteiro Teixeira de Barros, est un footballeur portugais né le 2 octobre 1949 à Matosinhos et mort le 8 avril 2018 en Belgique. Il évoluait au poste d'arrière gauche.

## Biographie

### En club
António Barros joue au Portugal durant toute sa carrière, et notamment au Benfica Lisbonne pendant sept saisons,.
Il est champion du Portugal à quatre reprises avec Benfica,. Il dispute au cours de sa carrière un total de 186 matchs en première division portugaise, inscrivant trois buts.
Au sein des compétitions continentales européennes, il prend part à huit matchs en Coupe d'Europe des clubs champions, et sept en Coupe des coupes (un but). Il atteint les quarts de finale de la Coupe des clubs champions européens en 1976 avec le Benfica, en étant éliminé par le club allemand du Bayern Munich. En Coupe des coupes, il est également quart de finaliste en 1975, en étant éliminé par le PSV Eindhoven, avec un but inscrit au premier tour face à l'équipe danoise de Vanløse IF.

### En équipe nationale
International portugais, il reçoit huit sélections en équipe du Portugal entre 1974 et 1976, sans inscrire de but. Toutefois, seulement sept sélections sont reconnues par la FIFA.
Il joue son premier match en équipe nationale le 13 novembre 1974, en amical contre la Suisse (défaite 0-3 à Berne).
Son dernier match en sélection a lieu le 22 décembre 1976, contre l'Italie (victoire 2-1 à Lisbonne).

## Palmarès
Avec le Benfica Lisbonne :
- Champion du Portugal en 1971, 1975, 1976, 1977
- Vice-champion du Portugal en 1974
- Vainqueur de la Coupe du Portugal en 1972
- Finaliste de la Coupe du Portugal en 1971, 1974, 1975

Avec Boavista :
- Vainqueur de la Coupe du Portugal en 1979